# Mornington Crescent
Mornington Crescent - stacja metra londyńskiego położona w dzielnicy Camden, obsługująca pociągi Northern Line. Działa od 1907. W latach 1992–1998 była nieczynna z powodu przedłużającego się remontu, rozważano też jej likwidację. Obsługuje ok. 4 milionów pasażerów rocznie. Należy do drugiej strefy biletowej.

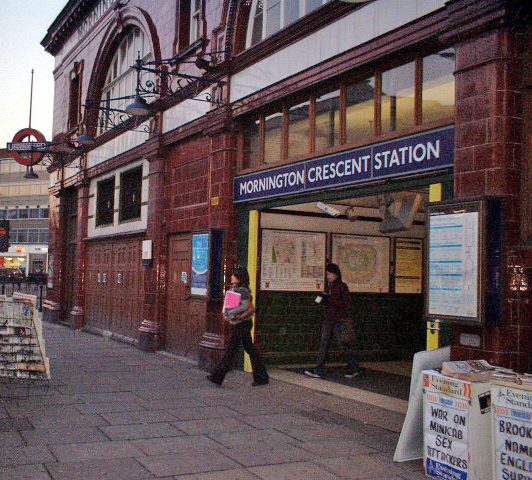
Wejście na stację